# اریک کریستنسن
اریک کریستنسن (انگلیسی: Erik Christensen؛ زادهٔ ۱۷ دسامبر ۱۹۸۳) بازیکن هاکی روی یخ اهل کانادا است.
از باشگاه‌هایی که در آن بازی کرده‌است می‌توان به نیویورک رنجرز و آناهایم داکس اشاره کرد.

## جایزه‌ها
| Award                    | Year |       |
| ------------------------ | ---- | ----- |
| WHL                      |      |       |
| CHL Top Prospects Game   | ۲۰۰۲ |       |
| West First All-Star Team | ۲۰۰۳ |       |
| Bobby Clarke Trophy      | ۲۰۰۳ |       |
| CHL Second All-Star Team | ۲۰۰۳ |       |
| SHL                      |      |       |
| Le Mat trophy (HV71)     | ۲۰۱۷ | [ ۱ ] |